# Allium atrorubens
Allium atrorubens är en amaryllisväxtart som beskrevs av Sereno Watson. Allium atrorubens ingår i släktet lökar, och familjen amaryllisväxter.

## Underarter
Arten delas in i följande underarter:
- A. a. atrorubens
- A. a. cristatum